# Antágoras de Rodes
Antágoras de Rodes foi um poeta grego, que passou um tempo na corte de Antígono Dóson, rei da Macedónia .